# جان دیلینجر
جان هربرت دیلینجر (به انگلیسی: John Herbert Dillinger) (زادهٔ ۲۲ ژوئن ۱۹۰۳ – درگذشته در ۲۲ ژوئیهٔ ۱۹۳۴) یک سارق بانک آمریکایی در ایالت‌های غرب میانه آمریکا در اوایل دههٔ ۱۹۳۰ میلادی بود. او یک مجرم خطرناک بود که بابت مرگ چند پلیس دزدی ۲۴ بانک و سرقت از ۴ ایستگاه پلیس شناخته می‌شود. او دو بار از زندان گریخت. او در مجموع ۳۰۰۰۰۰ دلار دزدی کرد که معادل ۵ میلیون دلار امروز است.ضربه ای که او به امنیت ملی آمریکا و اقتصاد ایالت های آن به خصوص ویسکانسین زد موجب شد آژانس اطلاعات مرکزی آمریکا شخصاً پرونده او را بررسی کند.
او مدت‌ها از دست پلیس فرار می‌کرد و در ایالات مختلفی نظیر فلوریدا، آریزونا، میشیگان و ویسکانسین مخفی می‌شد. در یکی از فرارها توسط گلولهٔ پلیس مجروح شد و در ۲۲ ژوئیه ۱۹۳۴ به‌جهت بازیافتن سلامتی به منزل پدری‌اش در شیکاگو بازگشت. شهری که وی در آن بسیاری از جرائم مهمش را انجام داده‌بود. در آنجا محل مخفی شدنش توسط پلیس کشف شد، یک فاحشه اطلاعات را به پلیس داده‌بود. وی در زمان خروج از سینما مورد هجوم پلیس که برای گرفتن او مخفی شده بود قرار گرفت. او قصد دفاع از خود را داشت که با ۳ گلولهٔ پلیس کشته شد. در سال ۲۰۰۹ فیلمی به نام دشمنان ملت به کارگردانی مایکل مان ساخته شد که بیوگرافی جان دیلینگر را بازگو می‌کند. همچنین کتابی به نام تبهکار مخوف که درباره زندگی‌نامه اوست، به دست مؤلفان جان کالدر و رابرت ویلیامز نگاشته شده‌است.

## نگارخانه

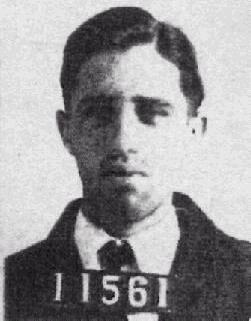
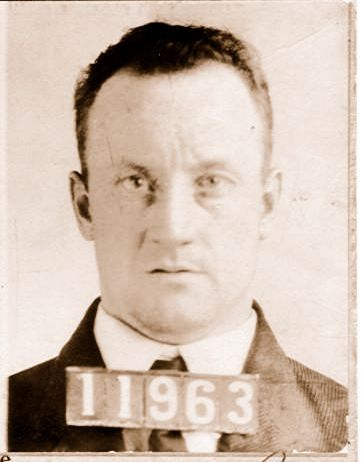
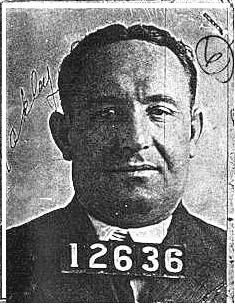
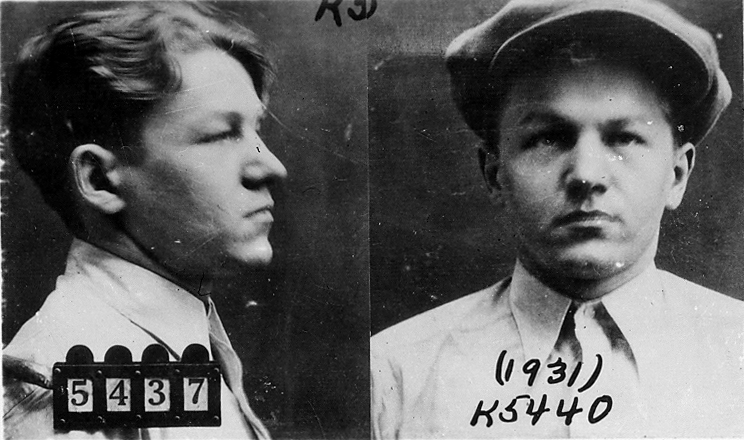